# Reino de Caarta
o Reino de Caarta ou Reino Massassi (Ka'arta) foi um reino bambara que surgiu após a queda do Império Songai no que é hoje a metade ocidental do Mali e durou até sua destruição por Alhaje Omar Tal na década de 1850.

## História

### História inicial
Segundo a lenda, Sunsã, a primeira capital de Caarta, foi fundada perto de Murdia por volta de 1635 por Sunsana, filho de Niangolo. Seu filho Massa era famoso por ser produtivo tanto na fazenda quanto no quarto, expandindo seu poder e propriedades ao casar suas muitas filhas com homens que vinham lutar por ele e atacando seus vizinhos. Em 1710, o governo passou para seu filho Benefali (r. 1710–1745), que travou uma longa guerra contra o poder crescente de Bitom Culibali e o Império Bamana. O filho de Benefali, Fulacoro (r. 1745–1754), sitiou Murdia, cujos habitantes imploraram por ajuda de Culibali. Ele veio para Caarta com um exército, derrotou Fulacoro e o capturou. O fama de Caarta logo morreu em cativeiro.

### Refundação
Caarta foi restabelecida por Sei Bamana Culibali, que havia fugido de Segu em 1754. Deniba Bo governou de 1758 a 1761. Sira Bo (r. 1761–1781) liderou o ressurgimento de Caarta como uma potência regional, estabelecendo uma capital permanente em Diangunté e vassalizando Diarra em 1777 e Casso, bem como atacando Beledugu e Bambuque. Sira Bo foi sucedido por Desse Coro, que foi derrotado em batalha por Mansongue Diarra (r. 1790–1808). Bodiã Moriba (r. 1818–1832) reafirmou o poder do reino, fez as pazes com Segu e mudou a capital para Diangunté. O reino foi destruído como uma força independente em 1854 pela jiade de Alhaje Omar Tal na África Ocidental; Omar Tal tomou Nioro e matou a fama Mamadi Candiã e todou a sua família, encerrando a dinastia Massassi.
Em 1878, o governador francês do Senegal Louis Brière de l'Isle enviou uma força francesa contra o Estado vassalo de Caarta tuculor ao longo da margem norte do rio Senegal. Bloqueado pelo ministro colonial em Paris, argumentou que eram uma ameaça ao Imamado senegalês de Futa Toro (então um Estado cliente francês) com o qual os britânicos estavam prestes a interferir. O Ministério cedeu e em 7 de julho uma força francesa destruiu o forte de Caarta tuculor em Sabuciré, matando seu líder, Almani Niamodi. Esta porção dos vassalos de Caarta foi então incorporada ao reino do protetorado de Casso.

## Governo
O poder político era rigidamente controlado pelo clã Massassi, e a sucessão raramente causava conflitos como aconteceu no Império de Segu. Eles garantiam que a liderança militar, o tonjom, fosse leal, e o núcleo do exército respondesse diretamente ao rei. Posições de poder iam para membros do clã que tradicionalmente cuidavam do espírito guardião da família real.

## Economia
Caarta era um importante destino e ponto de transbordo de sal das regiões saarianas de Tagante e Hode.